# San Miguel de Gualdape
San Miguel de Gualdape, o también San Miguel de Guadalupe, fue una población española, de ubicación desconocida, en el sur de la Costa Este de los Estados Unidos.
De efímera duración, sin embargo su importancia radica en que se trató del primer intento de  establecer una población europea en los actuales EE. UU. 

## Historia
San Miguel de Gualdape fue fundada en 1526 por Lucas Vázquez de Ayllón, un alto cargo de la Real Audiencia de Santo Domingo (actual República Dominicana). Las costas habían sido recorridas por primera vez por los marinos Francisco Gordillo y Pedro Quexo en 1521. Durante este viaje capturaron al indígena Francisco Chicora, quien debía servir de guía y traductor para próximos viajes a la región. Vázquez de Ayllón viajó personalmente en 1523 a España para lograr del rey Carlos I la capitulación de esta región a su favor, denominada Tierra de Ayllón.
Su fundación el 29 de septiembre de 1526 se realizó con seis naves con aproximadamente quinientas personas procedentes de España, Puerto Rico y La Española, incluyendo esclavos africanos y ochenta caballos. Se trató del primer establecimiento de esclavos africanos en los EE. UU. La población embarcó en Puerto Plata (República Dominicana) y debía desempeñar simultáneamente las funciones de defensa, aprovisionamiento, oficios, manejo de los animales y tareas del campo. Sin embargo San Miguel de Gualdape fue abandonada a los cuatro meses de su fundación. El propio Lucas Vazquez de Ayllón falleció en octubre, quedando Francisco Gómez al frente de la población. Tan solo ciento cincuenta personas logaron regresar a La Española. El clima adverso, las condiciones sanitarias y las incursiones de saqueo de los indígenas dieron lugar además, a revueltas, motines y deserciones que diezmaron la población. 
La muerte de Vázquez de Ayllón y la ausencia de riquezas mineras, principal fuente de riqueza del imperio español en América, supuso el abandono de los esfuerzos por conquistar la Tierra de Ayllón. 
La región no volvió a ser explorada hasta la expediciones de Hernando de Soto, desde el oeste, y más tarde Juan Pardo desde la costa atlántica. 

## Descripción
Su ubicación es desconocida, las fuentes hablan de su ubicación en la Tierra de San Juan Bautista identificada por las navegaciones previas de Gordillo y Quexo, entre los paralelos 32°N y 37°N, en las inmediaciones del río Jordán, en los 33°N. Entre las hipótesis sobre su localización se encuentra la costa de Virginia y la región del río New en Jacksonville (Carolina del Norte).